# Kantenschärfer
Ein Kantenschärfer ist ein Handgerät zum Schleifen und Schärfen von Ski- und Snowboard-Stahlkanten in einem bestimmten Winkel. 
Es gibt Versionen, die die belagseitige- und Seitenkante schärfen können und Ausführungen, die ausschließlich die Seitenkante schärfen. Je nach Modell kann der Schleifwinkel stufenlos oder in bestimmten Gradzahlen eingestellt werden. Weltweit größte Hersteller von Kantenschärfern sind SKS-Kunzmann (DE) und SKIMAN (IT).